# Helmut Wagner (Unternehmer)
Helmut Eberhard Karl Wagner (geboren am 15. März 1925 in Nürnberg; gestorben am 24. Januar 2021 in Zweisimmen) war ein Deutscher Unternehmer.

## Leben und Wirken
Wagner studierte Medizin. 1948, im Alter von 23 Jahren, brach er sein Studium ab und begann sich vollständig der eigenhändigen Herstellung von Igelit zu widmen. Die erste Produktionsstätte befand sich in einem Nebengebäude der Fränkischen Lederfabrik in Rehau. 1949 benannte er den ein Jahr zuvor mit Unterstützung der Mutter und einer Bekannten gegründeten "kleingewerblichen Industriebetrieb" in Rehau Plastiks um. Zu den Produkten zählten unter anderem Wasserschläuche, Trittbretter für Pkw und Halteschlaufen für Fahrer und Beifahrer. Zu den grössten Kunden zählte bereits in den 1950er Jahren Volkswagen mit dem Käfer. 1951 entstand ein Werk, das sich fortan hauptsächlich auf die Herstellung von Teilen für die Automobilindustrie konzentrierte. In den 1960er Jahren verlegte Wagner die Holdinggesellschaft nach Muri bei Bern, einem wohlhabenden Vorort der Schweizer Bundesstadt, und siedelte mit der Familie in die Schweiz über.
Heute ist die Rehau Gruppe weltweit einer der führenden Kunststoffhersteller sowie einer der grössten Automobilzulieferer. Mit einem geschätzten konsolidierten Umsatz von gegen vier Milliarden Franken zählt sie zu den 60 grössten Unternehmen der Schweiz.

## Sonstiges
Wagner war Milliardär. Das Schweizer Wirtschaftsmagazin Bilanz schätzte das Vermögen der Familie Wagner 2020 auf 1,75 Milliarden Franken. Das Deutsche Manager Magazin 2019 auf zwei Milliarden Euro. Damit belegte sie Platz 88 auf der Liste der 300 reichsten Schweizer bzw. Platz 90 auf der Liste der 500 reichsten Deutschen. Der Berner Mäzen und heutige Verwaltungsratspräsident des Unternehmens, Jobst Wagner und Dr. Veit Wagner sind seine beiden Söhne.